# Alona Łanska
Alona Łanska (biał. Алёна Ланская, ros. Алёна Ланская), właśc. Alena Michajłauna Lapochina (biał. Алена Міхайлаўна Ляпохіна, ur. 7 września 1985 w Mohylewie) – białoruska piosenkarka. Reprezentantka Białorusi w 58. Konkursie Piosenki Eurowizji (2013). Zasłużona Artystka Republiki Białorusi.

## Życiorys

### Kariera
W 2005 po raz pierwszy wystąpiła na Międzynarodowym Festiwalu Sztuk „Słowiański Bazar” w Witebsku. W 2010 wygrała amerykański konkurs muzyczny Atlantic Breeze 2010 i wydała swój debiutancki album studyjny, zatytułowany Labirinty sudby. W 2011 otrzymała pierwszą nagrodę na „Słowiańskim Bazarze”. W tym samym roku uzyskała tytuł Zasłużonej Artystki Republiki Białorusi.

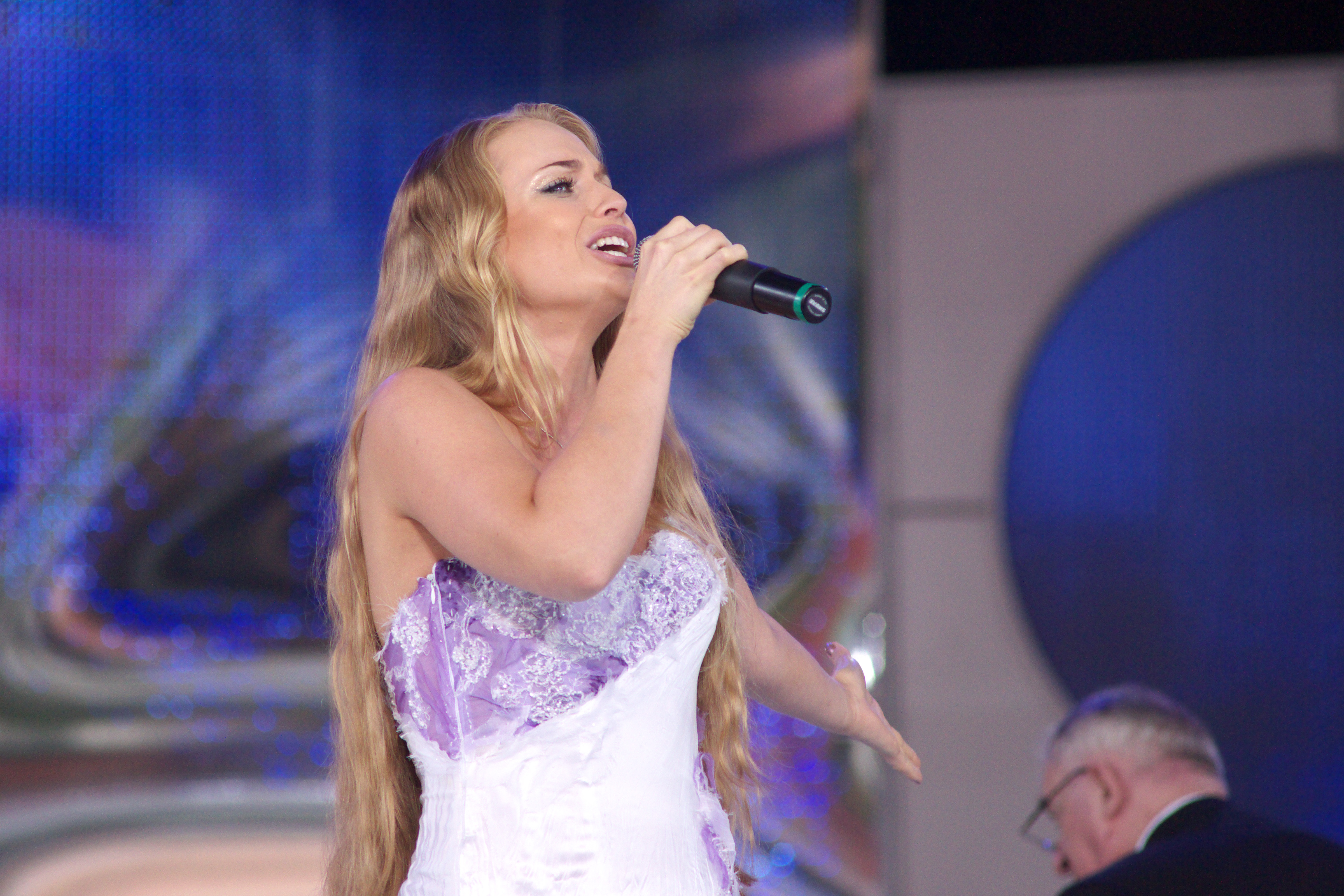
Alona Łanska podczas występu na Międzynarodowym Festiwalu Sztuk „Słowiański Bazar 2011”

Zimą 2011 zakwalifikowała się z piosenką „All My Life” do stawki konkursowej Eurofest 2012, koncertu wyłaniającego białoruskiego reprezentanta podczas 57. Konkursu Piosenki Eurowizji. 21 grudnia wystąpiła w półfinale eurowizyjnych selekcji i awansowała do finału rozgrywanego 14 lutego 2012. Zajęła w nim pierwsze miejsce, zdobywszy maksymalną liczbę 24 punktów od telewidzów i komisji jurorskiej, zostając reprezentantką Białorusi w konkursie. 24 lutego 2012 została oficjalna wycofana z udziału w konkursie po tym, jak Alaksandr Łukaszenka wszczął śledztwo dotyczące zmanipulowania wyników EuroFest na jej korzyść.
W 2012 została ogłoszona uczestniczką białoruskich selekcjach eurowizyjnych EuroFest 2013, do których zgłosiła się z piosenką „Rhythm of Love” autorstwa Leanida Szyryna, Juryja Waszczuka i A. Szyryna. 7 grudnia wygrała finał eliminacji, zdobywszy maksymalną liczbę 24 punktów od jurorów i telewidzów, dzięki czemu została ogłoszona reprezentantką kraj w 58. Konkursu Piosenki Eurowizji w Malmö. 4 marca ogłosiła, że podczas konkursu wykona piosenkę „Solayoh” autorstwa Marka Paelincka i Martina Kinga. 14 maja wystąpiła jako 11. w kolejności w pierwszym półfinale konkursu i przeszła do finału rozgrywanego 18 maja. Wystąpiła w nim z ósmym numerem startowym i zajęła 16. miejsce, zdobywszy 48 punktów, w tym m.in. maksymalną notę 12 punktów z Ukrainy.
W 2016 wydała drugi album studyjny, zatytułowany Ja żiwa.

## Dyskografia

### Albumy studyjne
- Labirinty sudby (2010)
- Ja żiwa (2016)

### Single
- 2012: „All My Life”
- 2013: „Rhythm of Love”
- 2013: „Solayoh”
- 2013: „You’re the Lucky One”
- 2013: „Speak”